# Aviosuperficie Vigarolo
L'Aviosuperficie Vigarolo (IATA: nessuno, ICAO: nessuno) è un'aviosuperficie italiana situata a circa 15 km a sud della città di Lodi, nel territorio della frazione Vigarolo del comune di Borghetto Lodigiano, in prossimità del fiume Lambro, qualche chilometro prima della sua confluenza con il Po.

## Strutture e dati tecnici
L'aviosuperficie è dotata di una pista in erba lunga 615 m e larga 45 m; l'altitudine è di 67 m /220 ft; l'orientamento della pista è 16/34, circuito normale. L'orientamento preferenziale per i decolli è il 16, mentre per gli atterraggi il 34. L'aviosuperficie è gestita dall'Aero Club Lodi "Francesco Agello" ed effettua attività il sabato e nei festivi, secondo le regole e gli orari VFR.

## Incidenti
- 30 marzo 2003, 16:00 UTC (17:00 ora italiana) - Un Reims-Aviation Cessna F172 H, marche I-VEPP, dopo aver effettuato un volo turistico effettuava un atterraggio di emergenza simulato per piantata motore a scopo addestrativo. Durante la simulazione il passeggero di propria iniziativa azionava il comando dei flap portandoli all'estensione massima. L'aereo atterrava quindi circa 25 metri prima dell'inizio della pista, impattando contro un canale di irrigazione. Sia il pilota che il passeggero riuscirono ad abbandonare in autonomia l'aereo nonostante le gravi ferite riportate nell'incidente[1].
- 19 settembre 2015, 15:30 UTC (17:30 ora italiana) - Uno Storm 300, marche I-7209, terminava l'atterraggio in campo adiacente all'aviosuperficie riportando danni piuttosto seri. Il pilota non presentava ferite gravi ma solamente alcune contusioni ed uno stato di shock[2].